# Egentliga Loimaa kyrka
Egentliga Loimaa kyrka (finska: Kanta-Loimaan kirkko) är en stenkyrka i Loimaa i Egentliga Finland. Den är huvudkyrka i Loimaa församling. I dag räknas den tillsammans med prästgården som byggd kulturmiljö av riksintresse.

## Historia

### Församlingen
Församlingen i Loimaa grundades uppskattningsvis på 1420-talet.

### Tidigare kyrkor

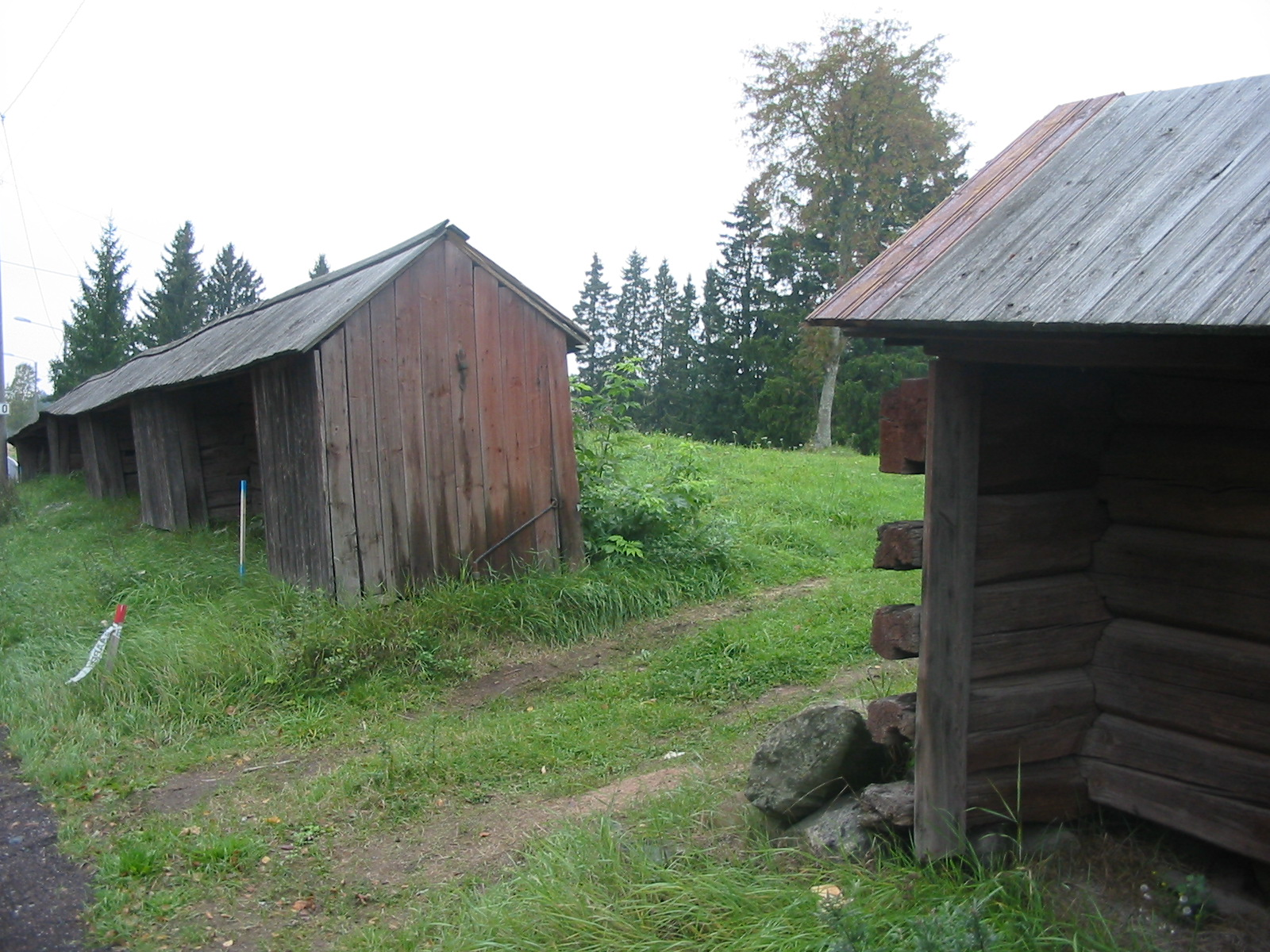
Loimaa gamla kyrkas staket av stock.

Det har tidigare funnits två kyrkor av trä i Centrala Loimaa. Dessa kyrkor fanns vid Loimijokis strand längs nuvarande Oripään tie. Den första byggdes uppenbarligen redan i mitten av 1400-talet. Sakristian var byggd av sten men den revs för att bygga den nya kyrkan. Den andra träkyrkan stod klar 1751. Den var en så kallas blockpelarkyrka. När denna kyrka blev för liten byggdes den nya kyrkan. Den gamla kyrkan monterades ner och såldes till Alastaro församling där den ännu används som församlingskyrka. Den är något ombyggd. På den gamla kyrkans plats har man rest en minnessten för att markera var kyrkorna fanns. Den gamla kyrkogården omgärdas ännu av en stockmur. 

### Nuvarande kyrka
Den gamla kyrkan blev för trång och den 1813 tillträdda kyrkoherden Isac Hoeckert tog initiativ till att en ny kyrka skulle byggas. Kyrkogården vid den gamla kyrkan var för trång för att man skulle kunna få plats för en större kyrka på det området. Slutligen stannade man för att bygga den nya kyrkan på en bergsknalle nära prästgården. Kyrkan byggdes på sin nuvarande plats år 1837 och ritades av Carlo Bassi. Under förkristen tid fanns det här en plats som betraktades som helig. På kyrkogården finns det fortfarande offerstenar.
År 1888 brann kyrkan ner efter ett blixtnedslag. Största delen av inredningen, inklusive altarmålningen, gick att rädda. Kyrkan byggdes om år 1892 och arkitekten Josef Stenbäck följde Bassis ursprungliga ritningar så mycket som möjligt. Den lokala spågumman, Prättäkitti, sägs ha förutspått kyrkans eldsvåda.

## Altarmålning och predikstol
Den fristående altarmålningen, Kristus på korset, utfördes av R.W. Ekman år 1850.